# Grand Prix Orsi Mangelli
Le Grand Prix Paolo et Orsino Orsi Mangelli (en italien Gran Premio Paolo e Orsino Orsi Mangelli) est une course hippique de trot attelé se déroulant au mois de novembre sur l'hippodrome de Turin (Italie). 
Créée en 1944 sur l'hippodrome de San Siro à Milan, c'est une course européenne de Groupe I réservée aux chevaux de 3 ans, hongres exclus. Elle se court en deux batteries qualificatives et une finale, sur la distance de 1 600 mètres, départ à l'autostart, et l'allocation de la finale s'élève à 256 300 €. La distance a varié au fil des années, ainsi que la formule. La course émigre à Turin en 2013 avant de revenir à Milan, sur le nouvel hippodrome de la Maura en 2015. Elle se court de nouveau à Turin depuis 2019.

## Palmarès depuis 1984
| Année | Vainqueur          | Pays           | Père             | Driver                | Distance       | Temps          |
| ----- | ------------------ | -------------- | ---------------- | --------------------- | -------------- | -------------- |
| 2024  | Falco Killer Gar   | Italie         | Varenne          | Alessandro Gocciadoro | 1 600 m        | 1'11"6         |
| 2023  | Expo Wise As       | Italie         | Ready Cash       | Alessandro Gocciadoro | 1 600 m        | 1'12"2         |
| 2022  | Diamond Francis    | Italie         | Exploit Caf      | V.-P. Dell’Annunziata | 1 600 m        | 1'12"1         |
| 2021  | Callmethebreeze    | Italie         | Trixton          | Andrea Guzzinati      | 1 600 m        | 1'13"6         |
| 2020  | Bepi Bi            | Italie         | Donato Hanover   | Federico Esposito     | 1 600 m        | 1'11"7         |
| 2019  | Axl Rose           | Italie         | Love You         | Alessandro Giociadoro | 1 600 m        | 1'11"3         |
| 2018  | Zarenne Fas        | Italie         | Varenne          | Antonino di Nardo     | 1 600 m        | 1'12"7         |
| 2017  | Vitruvio           | Italie         | Adrian Chip      | Alessandro Giociadoro | 1 650 m        | 1'11"8         |
| 2016  | Unicka             | Italie         | Love You         | Pietro Gubellini      | 1 650 m        | 1'12"2         |
| 2015  | Charly du Noyer    | France         | Ready Cash       | Yoann Lebourgeois     | 2 250 m        | 1'14"2         |
| 2014  | Jontte Boy         | Finlande       | Love You         | Federico Esposito     | 2 100 m        | 1'13"9         |
| 2013  | Robert Bi          | Italie         | Toss Out         | Tuomas Korvenoja      | 2 100 m        | 1'13"3         |
| 2012  | Quid Pr Quo        | Italie         | Yankee Glide     | Robin Bakker          | 2 100 m        | 1'12"8         |
| 2011  | Brad de Veluwe     | Finlande       | Andover Hall     | Erik Adielsson        | 1 600 m        | 1'11"6         |
| 2010  | Nesta Effe         | Italie         | Naglo            | Tuomas Korvenoja      | 1 600 m        | 1'12"8         |
| 2009  | Mago d'Amore       | Italie         | Lemon Dra        | Pietro Gubbelini      | 1 600 m        | 1'12"7         |
| 2008  | course annulée     | course annulée | course annulée   | course annulée        | course annulée | course annulée |
| 2007  | Adrian Chip        | États-Unis     | Andover Hall     | Robert Bergh          | 1 600 m        | 1'12"7         |
| 2006  | Giulia Grif        | Italie         | Viking Kronos    | Marco Smorgon         | 1 600 m        | 1'11"9         |
| 2005  | Fairbank Gi        | Italie         | Lemon Dra        | Giuseppe Maisto       | 1 600 m        | 1'12"3         |
| 2004  | Passionate Kemp    | Finlande       | Lindy Lane       | Jorma Kontio          | 1 600 m        | 1'11"6         |
| 2003  | Southwind Vernon   | Suède          | Pine Chip        | Jorma Kontio          | 2 100 m        | 1'14"9         |
| 2002  | Leda d'Occagnes    | France         | Cygnus d'Odyssée | Dominik Locqueneux    | 2 100 m        | 1'15"3         |
| 2001  | Scarlet Knight     | Suède          | Pine Chip        | Stefan Melander       | 2 100 m        | 1'13"8         |
| 2000  | Abano As           | Allemagne      | Dylan Lobell     | Peter Strooper        | 1 600 m        | 1'14"1         |
| 1999  | Zambesi Flash      | Italie         | Supergill        | Pietro Gubbelini      | 1 600 m        | 1'13"8         |
| 1998  | Conway Hall        | États-Unis     | Garland Lobell   | Jos Verbeeck          | 1 600 m        | 1'12"1         |
| 1997  | Malabar Man        | États-Unis     | Supergill        | Malvern Burroughs     | 1 600 m        | 1'11"7         |
| 1996  | Stacy Spice        | États-Unis     | Cumin            | Andrea Guzzinati      | 2 100 m        | 1'13"6         |
| 1995  | Trustworthy        | États-Unis     | Worthy Bowl      | Lorenzo Baldi         | 2 100 m        | 1'14"3         |
| 1994  | Incredible Abe     | États-Unis     | Crowning Point   | Italo Tamborrino      | 2 100 m        | 1'14"5         |
| 1993  | Tamin Sandy        | Norvège        | Speedy Tomali    | Björn Garberg         | 2 100 m        | 1'15"9         |
| 1992  | Almost an Angel    | États-Unis     | Crowning Point   | Mario Zuanetti        | 2 100 m        | 1'14"9         |
| 1991  | Crown's Invitation | États-Unis     | Speedy Crown     | Mike Lachance         | 1 600 m        | 1'14"7         |
| 1990  | Antwerp Hanover    | États-Unis     | Super Bowl       | Pietro Gubbelini      | 1 600 m        | 1'13"7         |
| 1989  | Extreme Hanover    | États-Unis     | Speedy Crown     | Ulf Nordin            | 1 600 m        | 1'15"2         |
| 1988  | Traffic Jam        | Suède          | Speedy Crown     | Jan Nordin            | 1 600 m        | 1'14"6         |
| 1987  | Golden OM          | Italie         | Speedy Crown     | Giuseppe Rossi        | 1 600 m        | 1'15"3         |
| 1986  | Dance Marathon     | États-Unis     | Speedy Crown     | Jan Nordin            | 1 600 m        | 1'13"6         |
| 1985  | Diamond Way        | Allemagne      | Super Way        | Heinz Wewering        | 1 600 m        | 1'15"2         |
| 1984  | Handybus           | Danemark       | Fine Shot        | Preben Kjærsgaard     | 1 600 m        | 1'19"6         |
| 1983  | Tarport Frenzy     | Norvège        | Nevele Pride     | Jan Nordin            | 1 600 m        | 1'15"9         |
| 1982  | Evita Broline      | États-Unis     | Nevele Pride     | Håkan Wallner         | 1 600 m        | 1'15"9         |
| 1981  | Argo Ve            | Italie         | Sharif di Iesolo | Siviero Milani        | 1 600 m        | 1'16"4         |
| 1980  | Foscherara         | Italie         | Top Hanover      | A. Luongo             | 1 600 m        | 1'16"6         |
| 1979  | Borgoplin          | Italie         | Plinius          | Vivaldo Baldi         | 1 600 m        | 1'18"1         |
| 1978  | Iperide            | Italie         | Quick Song       | F. Albonetti          | 2 100 m        | 1'18"6         |